# Pelluhue
Pelluhue é uma comuna da província de Cauquenes, localizada na Região de Maule, Chile. Possui uma área de 371,4 km² e uma população de 6.414 habitantes (2002).